# Wael El Hindi
Pour les articles homonymes, voir Hindi (homonymie).
Wael El Hindi, né le 25 juin 1980 au Caire, est un joueur de squash professionnel représentant l'Égypte.
En novembre 2008, il est classé 8e mondial au classement mondial PSA, son meilleur classement.
Il remporte en 2010 l'US Open, son seul titre majeur.

## Palmarès

### Titres
- US Open : 2010
- Heliopolis Open : 2 titres (2006, 2007)
- Sky Open : 2008
- Open de Kuala Lumpur : 2004
- Champion d’Égypte : 3 titres (2000, 2002 et 2003)

### Finales
- Open de Malaisie : 2 finales (2004, 2005)
- Open de Colombie : 2001
- Championnats du monde junior : 1998